# Ulla Barding-Poulsen
Ulla Barding-Poulsen (født 1. juli 1912, død 15. august 2000 i Gentofte) var dansk fægter, der deltog i olympiaderne 1936 i Berlin og 1952 i Helsingfors og var med på det fleurethold, som blev verdensmester i 1947 og 1948.

## Fægtning
Hun var medlem af Akademisk Fægteklub, der var hjemmehørende i Salle d'Armes Mahaut under ledelse af den franske fægtemester Leonce Mahaut.
Hun vandt ingen individuelle danmarksmesterskaber, men var en fremtrædende fleuretfægter i perioden 1932-1948, hvor Akademisk Fægteklub vandt holdmesterskabet 12 gange.
Hun deltog i to olympiader: 1936 i Berlin og 1952 i Helsingfors.
Hun var sammen med to andre af Akademisk Fægteklubs fremtrædende kvindelige fleuretfægtere – Kate Mahaut og Grete Olsen – med i to af Danmarks største internationale fægtepræstationer: Kvindernes hjemførelse af de to første verdensmesterskaber i fleuret for hold i 1947 i Lissabon og i 1948 i Den Haag. Hun var ligeledes med til at vinde guld ved hold-europamesterskaberne på fleuret for kvinder i 1932. Ved hold-verdensmesterskaberne på fleuret for kvinder var hun desuden med til at vinde sølv i 1950 og bronze i 1937 og 1951. 

## Privatliv
Hun var datter af Jens Frederik Barding, født 1880, og Yutta Barding, født Ohlson 1880, der var danmarksmester på fleuret 5 gange i årene 1907-1922. 
Ulla Barding blev i 1940 gift med grosserer Axel Peter Poulsen, født 1895 i København. Hun døde 15. august 2000 i Vangede, Gentofte.